# الشحات (فلم)
الشحات فيلم دراما وتشويق وإثارة مصري للمخرج حسام الدين مصطفى لعام 1973. الفيلم عن رواية الكاتب المصري الحاصل على جائزة نوبل «نجيب محفوظ» وصدرت الرواية في طبعتها الأولى عام 1965. الفيلم من بطولة محمود مرسي، ومريم فخر الدين، ونيللي، وأحمد مظهر، وتدور الأحداث حول عمر الذي يعيش حياة هادئة مع زوجته وابنتيه، إلى أن يمرض وتسوء حالته النفسية، فيقرر التمرد على حياته، والعيش في انحلال ومجون، ثم يتحول إلى الزهد.
صدر الفيلم إلى دور العرض المصرية في 20 أغسطس 1973.
منح موقع قاعدة بيانات السينما العربية «السينما.كوم» الفيلم درجة 6.7/ 10.

## طاقم التمثيل
محمود مرسي: في دور عمر الحمزاوي (المحامي)
مريم فخر الدين: في دور زينب (زوجة عمر الحمزاوي)
نيللي: في دور بثينة الحمزاوي (ابنة المحامي عمر)
أحمد مظهر: في دور عثمان خليل (صديق عمر القديم)
حبيبة (جلاديس أبو جودة): في دور مرجريت (المغنية)
شويكار: في دور وردة (الراقصة)
بدر الدين جمجوم: في دور مصطفى (صديق عمر)
حسن شفيق: في دور الدكتور حامد (صديق عمر القديم)
أديب الطرابلسي: في دور يزبك (صاحب الكباريه وعميل للمحامي عمر)
دينا عبد الله: في دور جميلة الحمزاوي (الطفلة ابنة عمر)
بالاشتراك مع: سعيدة جلال – سيد عبد الله – محمود العراقي 

## أحداث الفيلم
يتخلى عمر الحمزاوي (محمود مرسي) عن صديقه وزميله عثمان خليل (أحمد مظهر) في تحرك ثوري لإغتيال زعيم مصري سياسي فاسد، وتكون النتيجة هي القبض على عثمان وسجنه المؤبد، بينما يتقدم عمر في عمله بالمحاماة، وتظل ذكرى تخليه عن صديقه عثمان تؤرقه. يعيش عمر مع زوجته زينب (مريم فخر الدين)، وابنتيه بثينة (نيللي)، والصغيرة جميلة (دينا عبد الله)، ومازال يشعر بالملل، وعدم الرغبة في العمل، كما يشعر أنه تائه وأن نهاية العالم قادمة. ينصحه صديقه القديم مصطفى (بدر الدين جمجوم) بالراحة، ويذهب ليعرض نفسه على صديقه القديم والطبيب الناجح حامد (حسن شفيق) الذي ينصحه بإجازة للتخلص من الإجهاد.
تخبره زوجته زينب بحملها، ولا يسعده ذلك. يبدأ عمر في البحث عن المتعة الجسدية ويصادق المغنية مرجريت (حبيبة) ذات الأصول الإنجليزية. يقول عمر أن روحه قد مات، ولا مانع من السير في إتجاه الجسد. تسافر مرجريت فجأة، ويتعرف عمر على الراقصة ورده (شويكار). يعود فجراً إلى بيته لتسأله زينب عما يحدث في حياته، وان كانت هي المسؤولة عما هو فيه؟ ويواجهها عمر بأنه على علاقة بامرأة أخرى ولتفعل ما تراه، بل يجب أن تسلم بالأمر الواقع. يستأجر عمر شقة فاخرة ليقيم مع وردة ويهجر بيته وأسرته. يذهب يزبك إلى مكتب عمر ليشكو إهمال وردة في عملها، ويخبره عمر أنها لن تعود لعملها مرة أخرى، وقبل أن يغادر يزبك المكتب يبادره عمر بالسؤال: «ما معنى الحياة؟ ألم تفكر في الموت، وأن الحياة يمكن أن تؤخذ منك في غفلة دون أن تكون مستعداً»، ويجيب يزبك بأنه لا يفكر في هذه الأسئلة حيث أن بيته جميل وزوجته سعيدة وابنه يتعلم الكيمياء في سويسرا. يعرض عمر على يزبك أن يعيد له وردة في الحال إذا أخبره «ما هو الله»، ويضحك يزبك ويعتقد أن عمر «مبسوط كثيراً اليوم»، ويغادر دون إجابة. تعود مرجريت من لندن ويراها عمر ويقرر الاستغناء عن وردة وهو يخبرها أنه يبحث عن شيء يضيء لثانية ثم ينطفأ، ويسألها عن إيمانها بالله. تبادر وردة بهجره، ويبدأ في قراءة كتب التصوف، ويخبر صديقه مصطفى أنه يتمنى أن يتخلى عن كل رغباته الجسدية. يصطحب مصطفي صديقه عمر لزيارة الصديق الثالث عثمان خليل الذي يستعد لإنهاء فترة سجنه. تضع زينب طفلاً، ويلتقى عمر بأسرته في المستشفى ويقرر العودة إلى بيته وأسرته. يخرج عثمان من السجن، وفي بيت عمر يواجهه بأنه يراه إنسان بلا قضية، ويعترف عمر بأنه رجل منتهي. يبدأ عثمان العمل بمكتب المحاماة بدلاً من عمر ويعلن لعمر ومصطفى انه يعيد الاتصال بمجموعة أصدقاء قدماء للتحرك في نفس اتجاهه القديم. يواجه عثمان صديقه القديم عمر بأن ما حدث له كان الخوف بعد القبض على عثمان، ورأى مصدر القوة هو المال وسار في طريق المال، وقتل في نفسه حب الحياة والناس، وعند قيام حركة يوليو تبلور إحساسه بالخوف في الخوف من الموت، والخوف من فقدان المال. رد عمر بأنه يبحث عن القوة فيما وراء الحياة، والشيء الذي يجعل للوجود معنى. يترك عمر أسرته وبيته ليقيم في بيت قديم، وهو يهتف «يارب.. علامة»! يشتكي من عدم إخلاص النية، واستمرار قلبه بالتعلق بالدنيا، يعجب من تفكيره في الله وهو مستيقظ، وفي نومه يرى من عرفهم من النساء. يجلس عمر أرضاً ويأتي عثمان ليخبره أنه تزوج بثينة وأنها تحمل بطفله، ويرجوه العودة لبيته حيث أن الشرطة في أثره. يصاب عمر برصاص الشرطة وهي تهاجم عثمان، وفي سيارة الشرطة يطلب عثمان من عمر العودة لحياته، وأن ما يبحث عنه موجود في الحياة، ويجيب عمر أن الحقيقة قريبة من الحلم.

## استقبال الفيلم
كتب أشرف بيدس على موقع صحيفة الأهالي: «كان اللقاء الأول بين كتابات نجيب محفوظ وأداء محمود مرسي في فيلم»السمان والخريف «عام 1967، ويأتي التعامل الثاني مع نجيب محفوظ وحسام الدين مصطفي من خلال فيلم» الشحات«1973 ومثل هذا الفيلم مرحلة جديدة في حياة محمود مرسي وهو من الأعمال التي صنفت علي أنها فلسفية، واستطاع دارس الفلسفة (محمود مرسي خريج آداب الإسكندرية قسم فلسفة) أن ينفذ إلي مكنون الشخصية ويخرج تشككها في أداء عبقري بعد أن أحكم قبضته علي الدور. نفذ محمود مرسي إلى المناطق الرمادية في الأداء ليكشف أبعاد الشخصية، ويبحث في خلفياتها الاجتماعية والثقافية ويصبغها بأداء منضبط لا يستعرض قدراته كممثل بارع، وإنما يعطيها مشاعرها الحقيقية دون افراط أو شح.. يدخل إلى عوالمها السحيقة والخفية ليفتح خزائن أسرارها.. حتى يصبح الفصل بينهما عملا شاقاً ومربكاً.. ولا تفلح المحاولات، فالرجل يعيش حالات شخوصه بكل منحنياتها النفسية والإنسانية.. يترك نفسه لتلتهمه إحباطاتها وانتصاراتها».
كتب وجيه ندى على موقع دنيا الوطن عن بطل الفيلم محمود مرسي: «يعيش مع الشخصية تأملاتها وقلقها الإنساني ربما من خلال ذلك وجدت اثنتان من روايات نجيب محفوظ،» السمان والخريف«ودور عيسى الدباغ عام 1967، و» الشحات«ودور عمر الحمزاوى عام 1973، قدم محمود مرسي النموذج الإنساني الخالص الذي لا يعرف حدوداً فاصلة واضحة بين الخير والشر».
كتب أحمد صوان على موقع البوابة عن محمود مرسى: «كاد أن يكون ترجمة أمينة صادقة لرؤية الروائى الكبير نجيب محفوظ في اثنتين من أهم رواياته واللتين قام بإخراجهما حسام الدين مصطفى للسينما وهما:» السمان والخريف«عام 1967 و» الشحات«عام 1973؛ وفى كلا الفيلمين، وإن اختلفت التفاصيل، يعيش البطل الأزمة نفسها، عندما يشعر بأنه يملك القدرة على العمل السياسى لكن الواقع يضطره إلى أن يعيش منعزلًا في وحدة قاتلة».
كتب سيد يحيى عبد الله على موقع رصيف 22 في 30 يوليو 2020: «الفيلم يتحدث عن المحامي» عمر الحمزاوي«الذي ينتمي إلى الطبقة الغنية ويساوره قلق وجودي حول مغزى الحياة البشرية وسر الكون والإيمان بالله، فينغمس في الملذات الجسدية كالخمور والنساء ليبحث عن معنى في حياته، يصل الأمر بالحمزاوي إلى أن يقايض عشيقته وردة مع صاحب الكبارية الذي كانت تعمل فيه، مقابل أن يجيبه عن سؤاله: هل يؤمن بالله أم لا؟ ... لا يجد الإجابة التي ينشدها في الملذات الجسدية، فيقرر العزلة والتصوف ليجد الراحة والطمأنينة الإلهية التي تعيده إلى أسرته وحياته الاجتماعية مجدداً... إن فيلم الشحات يُعتبر من أول الأفلام التي تعرضت لمناقشة قضية الوجود الإلهي في السينما المصرية، ويتضح منه أن» عمر الحمزاوي«ليس ملحداً وأنما يبحث عن المعنى والمغزى الإلهي من الحياة، فهو لم يصل بعد إلى إنكار وجود إله، وهو ما يميّز بينه وبين شخصية الملحد الذي حسم قضية الوجود بتبني أفكار نظرية وحجج علمية، بغض النظر عن صحتها أو بطلانها، تُنكر وجود الخالق، وهي الشخصية التي لم تظهر في أي من الأعمال السينمائية، عدا» الرقص مع الشيطان«عام 1993، وبصورة جزئية».
كتب عصام تليمة على موقع مصر العربية في 12 ديسمبر 2014: "قال ثروت أباظة عن الفيلم: "أرى هذا التعبير عند نجيب محفوظ في رواياته التي أفردها البحث عن الإيمان والتي بدأت (بأولاد حارتنا)، واستمرت حتى أعلن إيمانه في رواية (الطريق). ثم أعلن إيمانه الإسلامي في رواية (الشحاذ)... يتساءل بطل الفيلم في رحلته عن (الله) طالباً من الله علامة تدله على الإيمان، ثم ينكب على قراءة كتب التصوف، وتنتهي رحلته إلى الابتعاد عن الناس لفترة، خالياً بنفسه باحثاً عن الله سبحانه وتعالى، وإيمانه به".
كتب نادر رفاعي على موقع الأدبية في 28 ديسمبر 2013: "يشير محمود قاسم إلى أن تشكل العلاقة بين الأدب والسينما جانباً مهماً من تاريخ السينما المصرية ... أن فيلم "الشحات" للمخرج حسام الدين مصطفى  يبدأ من خلال الماضى، غير الموجود في بداية الرواية، إذ يقدم العمل اجتماع لإحدى الخلايا السرية، يشارك به (عمر الحمزاوى ـ عثمان ـ حامد ـ مصطفى)، ويقارن المشهد بين وجهة نظر كل من (عثمان ـ حامد)... تشير أميرة إسماعيل الجوهرى إلى عدم قدرة صناع فيلم "الشحات" على ترجمة مشاعر الحيرة الداخلية التي تنتاب شخصية "عمر الحمزاوى" في تساؤله عن وجود الله حين يبلغ نقطة التحول الرئيسية التي تمثل بداية إنتقاله من مرحلة البحث عن استدامة "النشوة" في الحب وفى الجنس إلى مرحلة الإحساس بالنشوة "التصوفية"، مستعينة  بأحد أجزاء رواية "الشحاذ" لنجيب محفوظ، قبل أن تسرد التناول غير الأمين لهذه الجزئية في المشهد الذي يحدث فيه "عمر" صديقه "مصطفى" بأن موضوع التصوف هو الموضوع الذي أصبح يشغله ولا يقرأ إلا فيه.
كتب أحمد على على موقع «بيهايند ذا سين»: «مضت ليالي مؤلمة ولم تمحى آثارها يوماً، شعور بالأنانية وخوف من العقاب ومقت النظام وثورة داخلية تبدلت باللتي ماتت منذ تلك الليلة ... لازالت نفسه تحتقره على تلك الثانية التي قرر فيها الهروب ... اما عنا جميعاً فلم نخلو أبداً من هذا الشحات الذي حكم على نفسه وحكمت عليه ديكتاتورية وسلطوية النظام بالموت طالما يعرف شيئاً عن حقوقه».

## روابط خارجية
- الشحات على موقع الدهليز
- الشحات على موقع قاعدة بيانات الأفلام العربية